# Vidre venecià

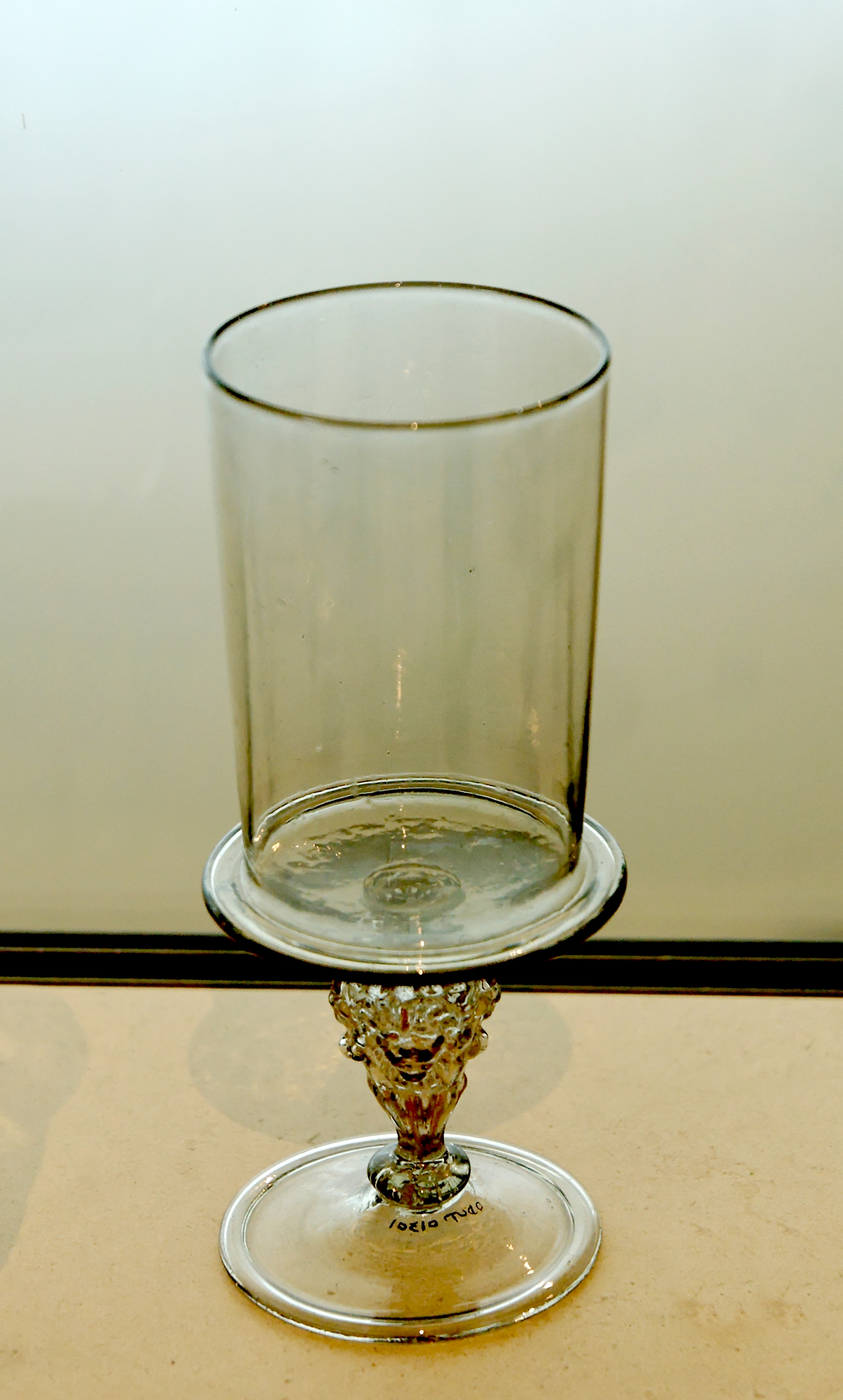
Got venecià o d'estil venecià. Finals s. XVI o principis s. XVII

El vidre venecià o vidre produït originàriament a Venècia, que va ser un dels centres (encara que n'hi va haver d'altres) de fabricació de vidre a l'Occident cristià durant la baixa edat mitjana, i entre aquests, van tenir importància els de Poitou i Normandia (França) amb les seves copes gravades, esmaltades i historiades, i el de Nuremberg (Alemanya) amb els seus vidercomes o grans vasos cilíndrics esmaltats que porten figures d'escuts, emblemes i retrats. Però Venècia els va eclipsar a tots des dels començaments del segle xiii fins al xvii.
Venècia va tenir per mestres els romans d'Orient, dels quals va aprendre l'esmaltat i daurat de les peces de vidre, i a la ciutat i a la seva veïna illeta de Murano s'hi va llaurar un incomptable nombre i varietat de copes de peu elevat amb apèndixs capritxosos, diferents tipus de tassa, gerretes amb rínxols de fils blancs (latticini) o de color, gemmes falses, etc., servint-se de tots els procediments esmentats i distingint-se per la finor, elegància, lleugeresa, varietat i fantasia dels seus productes que avui s'admiren en multitud de museus i col·leccions. Des del segle xiv (cap al 1325), consta a Venècia la fabricació de bons miralls de vidre que tan singular importància van adquirir a principis del segle xvi. Però ja al segle xiii els fabricaven els alemanys a Nuremberg i a Viena, encara que fossin de petites dimensions.
A França, Països Baixos, Espanya i Alemanya, es copiaven els vidres de Venècia sense que els arribessin a igualar en perfecció i gust, i des de mitjans del segle xvii es van copiar els miralls.